# Калужский филиал МГТУ имени Н. Э. Баумана
Калужский филиал МГТУ имени Н. Э. Баумана — высшее учебное заведение, один из филиалов Московского государственного технического университета имени Н. Э. Баумана, расположенный в городе Калуга.
Полное наименование: Калужский филиал федерального государственного автономного образовательного учреждения высшего образования «Московский государственный технический университет имени Н. Э. Баумана (национальный исследовательский университет)».

## История
В 1959 году по приказу Министерства высшего образования СССР № 441 от 20 апреля 1959 года с 1 августа этого же года в Калуге был организован вечерний факультет Московского высшего технического училища им. Н. Э. Баумана, впоследствии преобразованный в Калужский филиал МГТУ им. Н. Э. Баумана. Первым руководителем факультета назначен кандидат технических наук, доцент Сутырин Глеб Васильевич. В мае 1959 года для размещения факультета было выделено строящееся четырёхэтажное здание по улице Советской (ныне улица Ленина), предназначавшееся для техникума пищевой промышленности.
Первый приём студентов составил 215 человек, большинство из них были представителями крупных заводов Калуги. Занятия на вечернем факультете были организованы в две смены.
1 сентября 1962 года на факультете было открыто дневное отделение, а с 1963 года началось обязательное обучение студентов на военной кафедре. 22 мая 1964 года согласно приказу Министра высшего и среднего специального образования РСФСР № 371 предписывалось с 1 сентября 1964 года организовать в Калуге полноценный филиал Московского высшего технического училища с дневной и вечерней формами обучения.

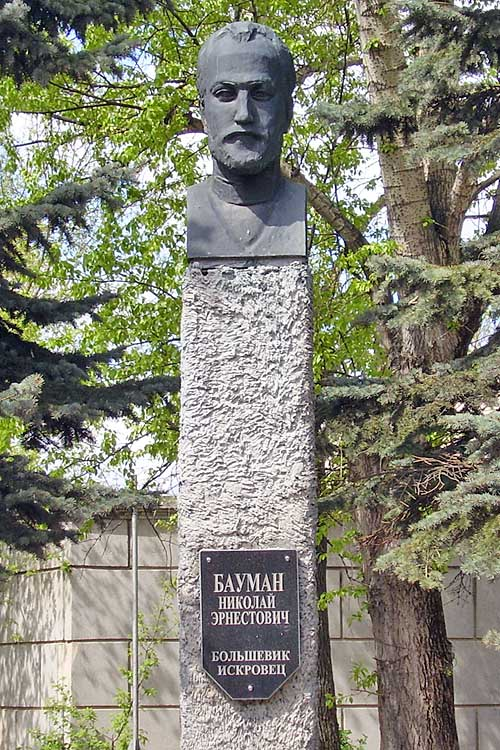
Бюст Бауману

1 декабря 1969 года в Калужском филиале было открыто подготовительное отделение и в этом же году введён в эксплуатацию учебный корпус по ул. Гагарина/ 1 сентября 1971 года здесь прошло торжественное открытие бюста Н. Э. Бауману, изготовленного на Мытищинском заводе художественного литья.
В декабре 1995 года в филиале был открыт сектор аспирантуры. С 2002 года в филиале действует диссертационный совет, который принимает к защите диссертации на соискание учёных степеней кандидата и доктора физико-математических наук по специальности «Физика конденсированного состояния». 1 ноября 2005 года официально открыт филиал музея МГТУ им. Н. Э. Баумана.
В настоящее время Калужский филиал МГТУ им. Н. Э. Баумана является ведущим техническим вузом области, авторитетным и самым крупным из филиалов технических вузов России. В распоряжении филиала находятся семь корпусов.
По организационной структуре Калужский филиал является учебно-научно-производственным комплексом, в состав которого входят:
- 2 факультета
  - Информатика и управление (ИУК)
  - Машиностроительный (МК)
- 22 кафедры, из них 16 выпускающих
- Кафедра военного обучения
- Вычислительный центр
- Библиотека с читальными залами
- Спортивно-оздоровительный лагерь и спорткомплекс
- Опытный участок

С 2011 по 2012 год были открыты три новых кафедры: две выпускающие — «Мехатроника и робототехника» (МК7), «Информационная безопасность автоматизированных систем» (ИУК6); одна общеобразовательная — «Электротехника» (на данный момент вновь вошла в состав выпускающей кафедры «Системы автоматического управления» (ИУК3)).
В 2022—2023 годах при сотрудничестве с предприятиями области были открыты новые кафедры: «Биотехнические системы и технологии» (ИУК11) и «Ресурсосберегающие энергосистемы и технологии» (МК11). В филиале обучается более 2000 студентов. На 1 сентября 2019 года было принято 444 студента.
Руководители учебного заведения:
- 1959—1970 годы — Сутырин Глеб Васильевич.[1]
- 1970—1978 годы — Кадыков, Николай Андреевич.[7]
- 1978—1998 годы — Пронин, Леонид Тимофеевич.[8]
- 1998—2010 годы — Карышев Анатолий Константинович.[9]
- 2010—2023 годы — Царьков, Андрей Васильевич.[10]
- С 2023 года — Полюлях, Андрей Васильевич.[11]

### Новый кампус

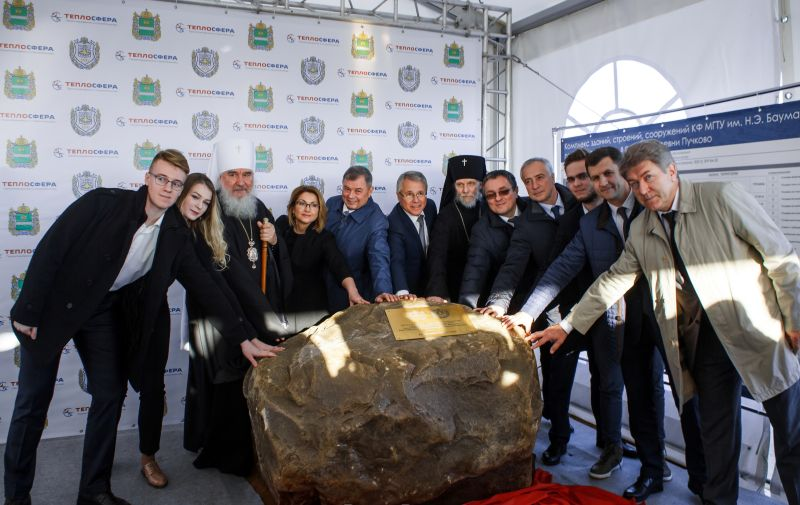
Первый камень кампуса КФ МГТУ им. Баумана

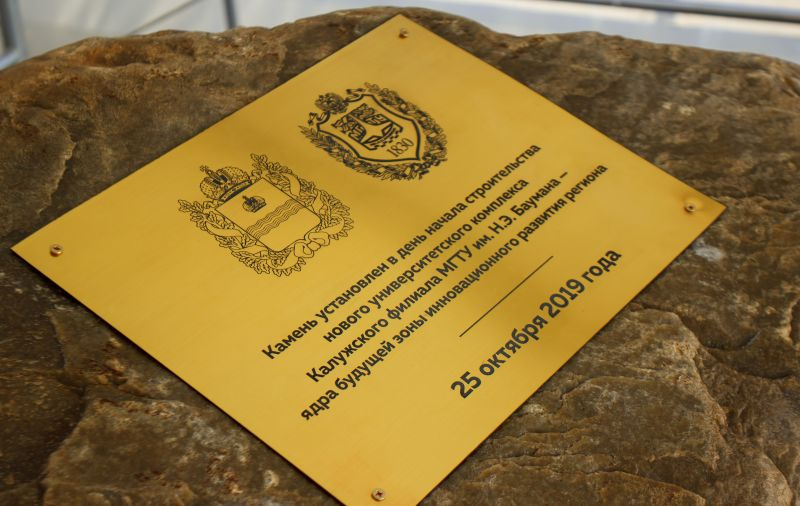
Табличка на первом камне

25 октября 2019 года на правом берегу реки Оки, в районе деревни Пучково (ныне в черте города Калуги), состоялось торжественное мероприятие, посвященное закладке первого камня в основание кампуса Калужского филиала МГТУ им. Н. Э. Баумана.
В мероприятии приняли участие заместитель Министра науки и высшего образования РФ Наталья Бочарова, губернатор Калужской области Анатолий Артамонов, ректор МГТУ им. Н. Э. Баумана Анатолий Александров, митрополит Калужский и Боровский Климент, городской Голова города Калуги Дмитрий Разумовский, руководители Калужского филиала технического университета во главе с директором Андреем Царьковым, представители научной и педагогической общественности, студенты, строители.
31 августа 2023 года первые студенты заселились в общежития нового кампуса КФ МГТУ им. Н. Э. Баумана в Пучково, с 1 сентября 2023 года часть учебного процесса происходит в том числе и в новых зданиях кампуса, тем не менее, введение кампуса в эксплуатацию будет продолжаться вплоть до 2028 года.